# Gare de Santeuil
Ne doit pas être confondu avec Gare de Santeuil - Le Perchay.
La gare de Santeuil est une gare ferroviaire, fermée, de la ligne de Brétigny à La Membrolle-sur-Choisille. Elle est située sur le territoire de la commune de Santeuil, dans le département d'Eure-et-Loir, en région Centre-Val de Loire.

## Situation ferroviaire
Établie à 150 mètres d'altitude, la gare de Santeuil est située au point kilométrique (PK) 83,660 de la ligne de Brétigny à La Membrolle-sur-Choisille, entre les gares ouvertes d'Auneau et de Voves.

## Histoire
La gare de Santeuil est mise en service le 28 décembre 1865, par la Compagnie du chemin de fer de Paris à Orléans (PO), lorsqu'elle ouvre à l'exploitation la première section, de Brétigny à Vendôme de sa ligne de Paris à Tours par Châteaudun et Vendôme.
Durant la Guerre franco-allemande de 1870 le village de Santeuil est investi par des hommes de troupe de la garde bavaroise et du 20 au 25 novembre un détachement laisse trente hommes pour garder la gare ou des trains récupèrent l'avoines qu'ils ont emmagasinés sur le quai. Ces hommes couchent dans la gare après avoir réquisitionner matelas et couvertures auprès de la population du village. À leur départ, il ne reste que les matelas et la gare est fortement endommagée, notamment les rails ont été enlevés et les fils télégraphiques coupés.
En 1966, la gare est pleine de monde pour voir passer le train qui fête le centenaire de la ligne de Paris à Tours.
En 1985, situés sur le tracé de la future plateforme de la LGV Atlantique, le bâtiment voyageurs et son quai attenant ont été détruits lors de la construction de cette dernière. Le quai sens pair subsiste toutefois le long de la ligne Brétigny - Tours.

## Service des voyageurs
La gare est fermée au service voyageurs et marchandises.